# ポーラス・アレキサンドリヌス
ポーラス・アレキサンドリヌス (パウロスとも、Paulus Alexandrinus, 4世紀頃) は、ローマ帝国時代末期の占星術師である。紀元378年にポーラスが書いた 占星術の入門書 Eisagogikaが残っていて4世紀のローマ帝国で行われた占星術のトピックについての資料となっている。
ポーラスの生涯については知られていないがローマ世界の学問の中心のひとつで、占星術が発展していたアレクサンドリアで活動した。
ポーラスの時代、ローマ帝国の勢力は衰え、首都もローマからコンスタンティノポリスに移った。ポーラスの著作が重んじられていたことは2世紀ほどたった564年にOlympiodorusがアレキサンドリアでポーラスの著作を用いて講義をおこなった記録があることからも知ることができる。これらの講義の記録はポーラスの紹介とOlympiodorusの注釈とともに翻訳され、ローマ帝国末期からビザンチン帝国初期の時代の占星術の技法を知ることができる。